# Kill the Jockey
Kill the Jockey (Originaltitel: El jockey) ist ein Spielfilm von Luis Ortega aus dem Jahr 2024.

## Handlung
Buenos Aires in der Gegenwart: Remo brillierte einst als Jockey bei Pferderennen. Seine Drogensucht lässt aber allmählich seinen Ruhm verblassen. Seine Lebensgefährtin Abril, eine weibliche Jockey, befindet sich dagegen im Aufwind, ist aber zwischen ihrer Karriere und ihrer Schwangerschaft von Remo hin- und hergerissen. Beide arbeiten für den mächtigen Kriminellen Sirena, der Remo einst das Leben rettete.
Als Remo einen Unfall erleidet, verendet dabei ein wertvolles Pferd. Remo wird ins Krankenhaus gebracht. Er flüchtet aber und verliert sich daraufhin in den Straßen von Buenos Aires, während Sirena ein Kopfgeld auf ihn aussetzt. Abril begibt sich ebenfalls auf die Suche nach ihm und versucht Remo zu retten.

## Rezeption

### Veröffentlichung
Die Premiere von Kill the Jockey erfolgte am 29. August 2024 beim 81. Filmfestival von Venedig, wo das Werk in den Hauptwettbewerb eingeladen wurde. Erstmals in Nordamerika soll der Film einen Monat später im September Rahmen des Toronto International Film Festivals vorgestellt werden.
Ein regulärer Kinostart in Argentinien fand am 26. September 2024 statt. In Deutschland soll Kill the Jockey am 18. September 2025 in die Kinos kommen.

### Kritiken
Von den auf der Website Rotten Tomatoes nach der Premiere aufgeführten über einem Dutzend Kritiken sind alle positiv („fresh“) und führen zu einer Durchschnittswertung von 7,1 von 10 möglichen Punkten. Auf der Website Metacritic erhielt Kill the Jockey eine Bewertung von 67 von 100 möglichen Punkten, basierend auf etwas mehr als einem halbes Dutzend ausgewerteter englischsprachiger Kritiken. Dies entspricht grundsätzlich positive Bewertungen („generally favorable“).

## Auszeichnungen
Für Kill the Jockey erhielt Luis Ortega eine Einladung in den Wettbewerb um den Goldenen Löwen, den Hauptpreis des Filmfestivals von Venedig. Auch wurde das Werk für den Queer Lion nominiert.